# NKイストラ・プーラ
NKイストラ・プーラ（NK Istra Pula）は、クロアチアのイストラ郡プーラをホームタウンとするサッカークラブである。

## 歴史
1961年8月1日にNKウリャニク (NK Uljanik) とNKプーラ (NK Pula) が合併してNKイストラ (NK Istra) が創設された。
ユーゴスラビア時代は1961-62シーズンにリエカ地域リーグで優勝、プレーオフでNKザダルに勝利してユーゴスラビア・ドルガ・リーガに昇格した。1967年に降格、1967-68シーズンはリエカ＝プーラ地域リーグに所属した。リーグ再編により1968-69シーズンはドルガリーガに所属したが、1シーズンで降格した。1971年にプレーオフでNKラドニク・ヴェリカ・ゴリツァに勝利してドルガリーガに復帰、2シーズン所属した。1979年にもプレーオフでBSKスラヴォンスキ・ブロドに勝利してドルガリーガに復帰したが、1シーズンで降格した。
クロアチア独立後はプルヴァHNLのオリジナルメンバーになり、1992年から1997年までと1999-2000シーズンに所属、最高順位は最初のシーズンに記録した7位であった。
2001-02シーズンは入れ替え戦に出場したが、NKカメン・イングラド・ヴェリカに敗れてプルヴァHNL昇格を逃した。

## 獲得タイトル
- ドルガHNL：1回
  - 2001-02

## 歴代所属選手
- サシャ・ビェラノヴィッチ 1999-2000